# Guadalajara-Colonia Americana
Die Colonia Americana (span. für Amerikanisches Viertel) ist ein Viertel westlich des Zentrums von Guadalajara, der zweitgrößten Stadt Mexikos und Hauptstadt des Bundesstaates Jalisco. 

## Daten und Fakten
Das attraktive und sehr zentral gelegene Viertel gehört zu den teuersten Wohngebieten der Stadt.
Es erstreckt sich über eine Fläche von 198 ha, verfügt über zahlreiche Hotels und Gaststätten und hat etwa 7500 Einwohner.
Zu seinen künstlerischen Höhepunkten gehört das Museo de las Artes Universidad de Guadalajara (MUSA) in der Avenida Juárez 975.
Die bedeutsamste Straße der Colonia Americana ist die Avenida Chapultepec (von den Einheimischen verkürzt auch nur „Chapu“ genannt), an der sich zahlreiche Bars und Restaurants befinden.

## Geschichte
Die Colonia Americana wurde in den ersten Jahren des 20. Jahrhunderts erschlossen. Einige Straßen wurden nach ihren Eigentümern und Bewohnern benannt.
Als das Viertel gerade erschlossen wurde und noch über ausreichend Freiflächen verfügte, auf denen sportliche Aktivitäten ausgeübt wurden, fand im Jahr 1906 an einer in diesem Viertel gelegenen Straßenecke am Zusammentreffen der Avenida Unión und der Avenida Bosque (heute Calle José Guadalupe Zuno Hernandez) zwischen den Mannschaften von Club Unión und Atlético Occidental der Überlieferung zufolge das allererste Fußballspiel in Guadalajara statt.